# 沙玛阿果
沙玛阿果（1960年代6月7日—），简称阿果，中国中央电视台社会与法频道主持人，彝族。出生于四川省凉山彝族自治州昭觉县，就读初中时随父母迁至西昌市。

## 经历
小学五年级时，沙玛阿果曾在电影《奴隶的女儿》（1978年拍摄）中饰演角色，并因此与王小丫成为朋友。1988年7月从西南民族学院政史系政治专业本科毕业。
大学毕业后，1989年至1992年在重庆市话剧团任专职演员，1992年至1994年在四川电视台任主持人，1994年进京担任中央电视台《半边天》主持人，2002年至2004年为中央电视台西部频道主持人，2004年至今为中央电视台社会与法频道《心理访谈》栏目主持人。
除主持人外，她还是北京师范大学发展心理研究所高级访问学者，中国社工联合会心理健康工作委员会常务理事。